# Jan Drabikowski
Jan Alojzy Drabikowski (ur. 18 czerwca 1794 w Bieruniu Starym, niem. Alt Berun, zm. 21 marca/2 kwietnia 1865 w Radomiu) – polski urzędnik lokalnej administracji cywilnej w Królestwie Polskim doby konstytucyjnej i po powstaniu listopadowym. W latach 1831–1842 komisarz obwodu sandomierskiego, a w latach 1842–1857 naczelnik powiatu sandomierskiego. Od cara Rosji Mikołaja I uzyskał szlachectwo urzędnicze (1841) i własny herb Trzy Kosy (1853).

## Życiorys

### Wczesne lata
Pochodził z rodziny mieszczańskiej, obywateli bieruńskich. Był synem Józefa Drabika (ok. 1751–1823) i Jadwigi z Polaczków (ok. 1752–1808). Miał kilkoro rodzeństwa: Anzelma Józefa, Maurycego Józefa, Antoniego i Karola. Ojciec jego był organistą w kościele pw. św. Bartłomieja Apostoła w Starym Bieruniu i nauczycielem w miejscowej szkole parafialnej.
Ukończył w 1811 r. pruskie gimnazjum w Rudach Wielkich (niem. Rauden lub Groß Rauden) na Śląsku, prowadzone przez miejscowy zakon cystersów. Prawdopodobnie wówczas zmienił nazwisko Drabik na Drabikowski.

### Kariera zawodowa
Od 2 czerwca 1812 do 27 maja 1815 odbył bezpłatną 3-letnią aplikację sądową przy sądzie pokoju powiatu olkuskiego. Od 1 czerwca 1815 do lutego 1819 pracował jako kancelista w administracji rządowej; najpierw w biurze podprefekta olkuskiego, od 28 września 1816 do 12 lutego 1819 w magistracie olkuskim; 3 listopada 1818 został oddelegowany do Biura Komisarza obwodu olkuskiego. Od 13 lutego 1819 do 20 maja 1823 pracował jako kancelista w Wydziale Sądu Policji Poprawczej Obwodu Jędrzejowskiego (od 1820 oddelegowany do podkieleckich Chęcin).
Zdał egzaminy urzędnicze 19 lutego 1823 klasy II „ze szczególnym dla Kraju użytkiem” przed komisją egzaminacyjną w województwie krakowskim. Drugi egzamin urzędniczy zdał 18 października 1826 „na urzęda administracyjne klasy III potrzebne” przed Najwyższą Komisją Egzaminacyjną (działającą przy Radzie Stanu).
Od 26 maja 1823 pracował w Opatowie na stanowisku adiunkta dozorcy miast obwodu opatowskiego. W ramach obowiązków zawodowych przez ponad 8 lat organizował administrację miejską i życie gospodarcze w miastach obwodu opatowskiego.
Po upadku powstania listopadowego, od 1 października 1831 Drabikowski objął urząd komisarza obwodu sandomierskiego, a po reorganizacji administracji lokalnej w Królestwie Polskim 28 września/10 października 1842 Drabikowski pozostał nadal w Sandomierzu na stanowisku naczelnika powiatu sandomierskiego. Awans był nagrodą władz rosyjskich za pomoc jaką przysłużył się wojskom carskim w lecie 1831 przy ich przeprawie na lewy brzeg Wisły w okolicach Zawichostu. W następstwie tego czynu wojska rosyjskie zajęły całą Sandomierszczyznę i stłumiły powstanie listopadowe w sandomierskim.
Według ówczesnej hierarchii urzędniczej kariery (ros. Tabeli rang) Drabikowski od 1823 zaszeregowany był do klasy ósmej. 1 października 1831 jako komisarz obwodu sandomierskiego awansował do klasy siódmej z tytułem radcy nadwornego. Awans do piątej klasy w urzędniczej hierarchii z tytułem radcy stanu uzyskał dopiero 5 stycznia 1854 w nagrodę „za wysługę 20 lat nieskazitelnej pracy (służby) urzędniczej na stanowisku naczelnika powiatu”. Po 45 latach służby urzędniczej, Drabikowski 8/20 czerwca 1857 „najwyższym rozkazem Jego Cesarsko-Królewskiej Mości” Aleksandra II nr 97 z dnia 7 maja 1857, na własne żądanie „został uwolniony od służby […] z wynagrodzeniem przy uwolnieniu rangą Radcy Kollegialnego [urzędnika VI klasy] i z mundurem do urzędu przywiązanym”. Na stanowisku naczelnika powiatu sandomierskiego zastąpił go asesor kolegialny Kajetan Mokulski, dotychczasowy jego pomocnik (zastępca).

### Osiągnięcia zawodowe
Drabikowski był jednoosobowym organem władzy administracyjnej (cywilnej) działającym w województwie sandomierskim i następnie (od 1837) guberni radomskiej. Zakres obowiązków zawodowych komisarza obwodowego, a od 1842 naczelnika powiatu był taki sam. Do ich kompetencji należały sprawy administracji rządowej szczebla obwodowego/ powiatowego z zakresu: wojska, szkolnictwa, skarbowo-podatkowe, infrastruktury komunikacyjnej, porządku, policji, więziennictwa, szpitalnictwa, wyznań religijnych, kultury i organizacji handlu. Samodzielność decyzyjna takich komisarzy/naczelników była mocno ograniczona. W sensie administracyjnym był to swoisty pośrednik pomiędzy różnymi organami i urzędami wojewódzkimi (gubernialnymi) a władzami miejskimi (municypalnymi), gminami wiejskimi oraz obywatelami.
Drabikowski był aktywny w wielu obszarach życia Sandomierza i powiatu sandomierskiego. Przede wszystkim dał się poznać jako sprawny dysponent środków publicznych i inspirator aktywności gospodarczej oraz propagator życia kulturalnego. Przykładowo:
- zorganizował fabrykę sukna przy sandomierskim więzieniu (1836),
- wybudował nowy pawilon Szpitala Sióstr Miłosierdzia Św. Ducha w Sandomierzu na ok. 400 osób (1836),
- zlecił wybudowanie w Sandomierzu jatek rzeźniczych i wykopanie (urządzenie) w mieście kilku studni (1852),
- przyczynił się do pozyskania funduszów rządowych na remont mocno zaniedbanej siedziby seminarium duchownego (1843), na odrestaurowanie sandomierskiej katedry z okazji sprowadzenia do niej relikwii bł. Wincentego Kadłubka (1847) i współdziałał przy formalnym ustanowieniu honorowego patronatu (patronus civitatis episcopalis) bł. Wincentego Kadłubka nad miastem Sandomierzem i diecezją sandomierską (1847);
- finansował remont budynku wyższej szkole żeńskiej ss. Benedyktynek w Sandomierzu (lata 40. i 50.), jedynej wówczas szkoły elementarnej dla dziewcząt w mieście;
- wspomagał finansowo działalność męskiej szkoły obwodowej/powiatowej w Sandomierzu;
- wspomógł finansowo szkoły wiejskie w obwodzie sandomierskim (w Rytwianach, Sobótce i we wsi Szczeka), oraz szkoły miejskie (w Bogorii, Iwaniskach, Klimontowie, Koprzywnicy, Lasocinie, Osieku, Ożarowie, Połańcu, Rakowie, Sandomierzu, Staszowie, Tarłowie i Zawichoście).
- prekursor uruchomienia szkoły rzemieślniczo-niedzielnej w Sandomierzu (1839),
- zainicjował powstanie amatorskiego koła teatralnego zw. też Towarzystwem Amatorów Zabaw Teatralnych w Sandomierzu (1832–1837);
- ściągnął z Krakowa profesjonalnego aktora teatralnego Franciszka Salezego Żebrowskiego oraz kilkuosobowej orkiestry amatorskiej (1835);
- umożliwiał występy zawodowych teatrów wędrownych w Sandomierzu m.in. Wincentego Raszewskiego (1842), Juliusza Pfejffera z Krakowa i innych;
- w sandomierskiej szkole obwodowej (powiatowej) zatrudnił osobnego nauczyciel śpiewu kościelnego (po 1835).

### Ostatnie lata
Drabikowski po przejściu w stan spoczynku (emeryturę) zamieszkał w swoim folwarku w Trzykosach k. Koprzywnicy (kupionym w 1847) wraz z drugą żoną Heleną i dwójką dzieci z pierwszego małżeństwa (Janem Kantym i Anielą), które były jeszcze stanu wolnego. Dbał o swój folwark, m.in. oddłużył go i wytyczył (w latach 1849–1851) jego granice z sąsiadującymi Gnieszowicami, odbudował zabudowania dworskie, zbudował nowy młyn wodny nad Koprzywianką. Działał też w oddziale staszowskim Towarzystwa Rolniczego (1858–1861). Zmarł w Radomiu 21 marca/2 kwietnia 1865.

## Rodzina i życie prywatne
W 1808, w wieku 13 lat zmarła mu matka i ciężar wychowania i kształcenia syna na cywilnego urzędnika rządowego spoczął na ojcu. 20 maja 1820 w Chęcinach mając 25 lat ożenił się z niespełna 17-letnią Marianną Franciszką (ur. 16 sierpnia 1803 w Jędrzejowie), córką miejscowego urzędnika pocztowego Jana Majera i Anny Gierycowny (vel Geritz, Gierytz, Gierycz). Z tego małżeństwa miał ośmioro dzieci, z czego trójka zmarła w wieku niemowlęcym: Romuald (1821–1822), Stanisław (1825–1826) i Anna (1837–1839), zaś Julia jako 20-letnia panna (1825–1845). Żona Marianna Franciszka zmarła w Sandomierzu w 1848 (w 45. roku życia), zaś jego teść Jan Majer dwa lata później. Drabikowski w 1851 ożenił się po raz drugi z Heleną Lessel (1817–1875), córką znanego warszawskiego architekta Fryderyka Alberta Lessela, pochodzenia niemieckiego, ale dzieci już nie mieli.
Córka Otolia (ur. 1828) została żoną Leopolda Domaszewskiego „urzędnika Rządu Gubernialnego w Radomiu”; Maria (ur. 1834) żoną Pawła Stryjeńskiego h. Tarnawa; syn Jan Kanty (1839-1884) ożenił się z Heleną Przybysławską h. Jasieńczyk, zaś najmłodsza córka Aniela (ur. 1842–1868) została żoną Walentego Pączkowskiego z Trzebiesławic k. Łoniowa.

## Odznaczenia i wyróżnienia
Drabikowski za nienaganną („bez skazy”) służbę urzędniczą i lojalnościową postawę został nagrodzony trzema odznakami honorowymi (trzema orderami): Św. Stanisława IV klasy (1832), Św. Anny III klasy (1834) i Św. Włodzimierza IV klasy (1842).
W 1841 car Mikołaj I nadał mu szlachectwo urzędnicze. 10/22 czerwca 1847 kupił od Anny Malczewskiej ze Skotnik folwarku we wsi Trzykosy koło Koprzywnicy za cenę szacunkową 122 000 złotych polskich, czyli 18 300 rubli (srebrem). Car w 1853 nadał Drabikowskiemu herb Trzy Kosy, który sobie sam ułożył od posiadanych już dóbr (majątku) Trzykosy. Była to swoista nobilitacja za wiernopoddańczą służbę urzędniczą.